# Eshanosaurus
Eshanosaurus („ještěr z oblasti E-šan“) byl rod pravděpodobně terizinosauroidního teropodního dinosaura, žijícího v období spodní jury (geologický stupeň hettang až sinemur, asi před 200 miliony let) na území dnešní provincie Jün-nan na jihu Číny (geologické souvrství Lu-feng).

## Historie a význam

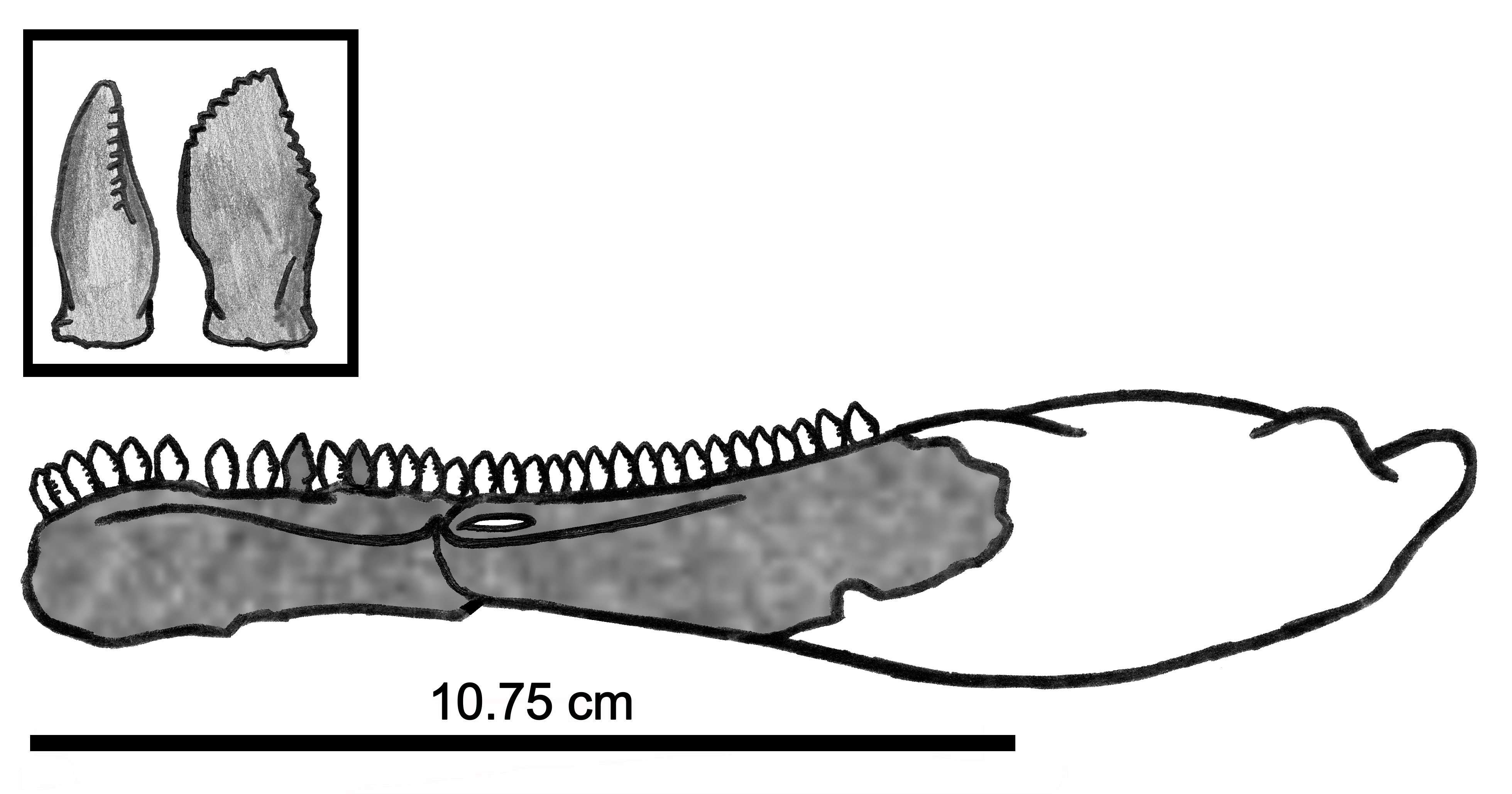
Fosilní fragment spodní čelisti druhu E. deguchiianus.

Fosilie tohoto dinosaura byly objeveny roku 1971 v sedimentech souvrství (spodní) Lu-feng a mají tedy raně jurské stáří. Holotyp nese katalogové označení IVPP V11579 a jedná se o tři fragmenty fosilní spodní čelisti se zuby. Celková délka úlomku čelisti měří na délku zhruba 11 cm. Typový druh Eshanosaurus deguchiianus byl formálně popsán roku 2001 mezinárodním tříčlenným týmem paleontologů.
Pokud se skutečně jedná o zástupce kladu Therizinosauroidea (jak napovídá tvar čelist a zubů, pak jde zároveň o nejstaršího známého célurosaura (vývojově vyspělého teropoda z kladu Coelurosauria). Toto zařazení je však stále nejisté (někdy bývá tento taxon označován za pravděpodobného sauropodomorfa), ačkoliv jedna odborná studie z roku 2009 ji naopak podporuje.

## Rozměry a popis
Podle paleontologa Thomase R. Holtze, Jr. jsou přesné rozměry tohoto dinosaura neznámé a jisté není ani jeho taxonomické zařazení.